# Domokos
Domokòs (in greco Δομοκός?) è un comune della Grecia situato nella periferia della Grecia Centrale (unità periferica della Ftiotide) con 13199 abitanti secondo i dati del censimento 2001.
A seguito della riforma amministrativa detta Programma Callicrate in vigore dal gennaio 2011 che ha abolito le prefetture e accorpato numerosi comuni, la superficie del comune è ora di 708 km² e la popolazione è passata da 5692 a 13199 abitanti. Domokos è gemellata con Riofreddo(Italia).

## Storia

### Antichità
Dove oggi si trova l'odierno comune sorgeva l'antica città tessalica dell'Acaia Ftiotide, Taumaci. La sua posizione, strategicamente forte e panoramicamente incantevole sull'importante passo che sbocca attraverso le montagne dell'Otri nella pianura tessalica, fa supporre l'etimologia popolare del suo nome dallo stupore e dalla meraviglia (ϑαῦμα) che coglie il viaggiatore. Questa etimologia è riferita da Tito Livio, il quale afferma che il vaiggiatore dopo aver attraversato aspre montagne e intricate valli, giunse improvvisamente in vista di un'immensa pianura simile a un vasto mare, la cui estremità era appena visibile. Sul colle sovrastante il passo, alto circa 600 m., sono conservati cospicui resti della sua cinta fortificata, con muri a grossi blocchi parallelopipedi, della fine circa del secolo III a. C. La sua situazione e la sua prospettiva sono in esatta conformità con la descrizione che Tito Livio citò da Polibio, un testimone oculare.
Taumaci nelle fonti scritte è ricordata frequentemente solo a partire dalla seconda guerra macedonica, quando, dopo che l'Etolia passò di nuovo dalla parte di Attalo e dei Romani, fu assediata senza successo nel 199 a.C. da Filippo V grazie all'arrivo di un rinforzo della Lega etolica comandato da Archedemo d'Etolia. Divenne quindi Taumaci, nell'anno seguente, il centro di operazioni dell'esericito etolico per le sue scorrerie e devastazioni nella Tessaglia meridionale. Nel 191 a.C. rimase unita agli Etoli e ad Antioco contro i Romani e avendo osato sbarrare la strada da Proerna a Lamia al console romano Manio Acilio Glabrione questi approfittando di un'incauta uscita dei cittadini dalle mura di cinta, occupò la città indifesa. Nel 189 a. C. probabilmente fu unita, come il resto dell'Acaia, alla Tessaglia. La città fu cristianizzata in una data precoce e fu istituito un vescovado.

### Battaglia di Domokos
Nel 1897 vi si combatté una sanguinosa battaglia della guerra greco-turca in cui perse la vita il deputato italiano Antonio Fratti.